# Mýtus o Atrachasísovi
Mýtus o Atrachasísovi je známý v několika verzích, z nichž nejznámější je starobabylonská, která byla nalezena v Sipparu. Pravděpodobně jde o opis staršího textu. Zachovalý text pochází ze 17. stol. př. n. l., je na třech tabulkách a obsahuje 1245 veršů. Byl psán písařem jménem Núr-Ajja.
Mýtus začíná konfliktem mezi nižšími bohy (Igigi) a vyššími bohy (Anunna, Anunnaki), kteří nutí nižší bohy vykonávat všechnu těžkou práci. Vyšší bohové se rozhodnou, že stvoří člověka, aby nižší bohové nemuseli pracovat. Na radě bohů se rozhodne, že to učiní bohyně Bélet-ilí (též mami a mama) s Enkim. Člověka stvoří z hlíny, masa a krve boha Wé-ilu, který byl předtím zabit (motiv zabití boha se objevuje prakticky ve všech sumerských verzích o stvoření člověka a ani v jiných mytologiích není výjimečný).
Lidstvo se však příliš rychle rozmnoží a začne rušit boha Enlila, který se je rozhodne zničit. Nejprve na lidstvo sešle mor, ale Enki poradí Atrachasísovi, že má obětovat Addadovi (Iškur) a Namtarovi, čímž se nebezpečí moru zažehná. Enlil poté zvolí možnost potopy, ale již zakáže bohům vyzradit to lidem. Enki však pošle Atrachasísovi vzkaz po rákosové chýši, Atrachasís pak podle návodu vybuduje loď ve tvaru kruhu, na kterou nalodí ženu, děti, příbuzné, vše živé po jednom páru a jednoho řemeslníka od každého řemesla. Po šesti dnech a sedmi nocích přestane pršet a loď přistane na hoře Nisir v Kurdistánu. Atrachasís vypouští ptactvo, když zjistí, že vody opadly, obětuje bohům a Enlil jej poté učiní bohům podobným nesmrtelností, aby se srovnal s tím, že nějaký člověk přežil.
Enki poté zabraňuje dalšímu přemnožení lidstva a mezi lidi vypustí démona Lamaštu, který způsobuje dětskou úmrtnost.
Příběh o Atrachasísovi byl v neúplné podobě převzat do XI. tabulky Eposu o Gilgamešovi.
Mýtu o Atrachasísovi je podobný biblický příběh o Noemovi a mohla by existovat spojitost.

## Původ a historie eposu
Atrachasís (Atra-Hasis, Atrahasis, Atramhasis) („mimořádně moudrý“) zde vystupuje jako protagonista akkadského eposu, který byl zaznamenaný v různých verzích na hliněných tabulkách. V eposu a Atrachasísovi se prolíná jak mýtus o stvoření, tak i pověst o potopě světa. Jméno Atrachasís se také objevuje na sumerských královských seznamech jako král Šuruppaku (Shruppak) v dobách před potopou světa.
Nejstarší známou kopii eposu o Atrachasísovi lze datovat podle kolofónu (identifikace písaře) do doby vlády Chammurapiho vnuka, Ammi-Saduqa (1646–1626 př. n. l.), ale existují také různé starobabylónské fragmenty; epos se opakovaně přepisoval až do prvního tisíciletí př. n. l. Příběh o Atrachasísovi také existuje v pozdější asyrské verzi dochované ve fragmentech, která byla znovu objevena v Aššurbanipalově knihovně, ale u které nebyl jistý překlad kvůli fragmentaci a dvojznačným slovům. Tyto fragmenty byly sebrány a přeloženy nejprve Georgem Smithem jako Chaldejský výklad knihy Genesis; jméno hrdiny bylo opraveno na Atrachasíse Heinrichem Zimmernem v roce 1899.
V roce 1965 Wilfred G. Lambert a A. R. Millard publikovali mnoho dodatečných textů, které k eposu patří, včetně starobabylónské kopie (napsané okolo 1650 př. n. l.), která je naší nejkompletnější dochovanou recenzí příběhu. Tyto nové texty značně zlepšily znalost eposu a staly se základem pro první Lambertův a Millardův překlad eposu do angličtiny ve stavu, který se blíží úplnosti. Další fragment byl nalezen v Ugaritu.
Ve své nejdochovanější podobě je Epos o Atrachasísovi napsán na třech tabulkách v akkadštině, jazyku starých Babylóňanů.

## Děj eposu

### Tabulka 1
Protože Bohové musejí pracovat stejně jako lidé, dojde k hádce mezi Anunnaki (vyššími bohy) a Igigi (nižšími bohy). Zatímco Igigi obdělávali zemi a stvořili řeky Eufrat a Tigris, dělili si Anunnaki mezi sebou svět. Igigi proto plánují povstání. V noci obklíčili sídlo Enlila. Enlil byl překvapen a volal na Anua (Ána) a Enkiho. Nusku se pokusil s povstalci vyjednávat, ale bez úspěchu. Proto nechal Enlil zavolal matku-bohyni a požadoval, aby stvořila lidi. Nintu vysvětlil, že matka-bohyně může stvořit lidi jen s pomocí Enkiho. Enki souhlasil a nařídil, že se Bohové musejí očistit. Nejprve musejí sedmý a patnáctý den vykonávat očistný rituál takovým způsobem, že zabijí boha Geštuu a budou se koupat v jeho krvi. Potom s třeskem vytvořil podstatu prvního člověka, Widimmu, z hlíny boha Abzu a potřel jej krví boha Geštuy. Matka-bohyně ho položila do košíku a nařídila, že od nynějška musí pracovat pro Bohy.
Zde je v textu mezera, kde muselo být popisované, jak se z podstaty prvního člověka Widimmu stal muž a žena.
Matka-bohyně zařídila, aby se muž a žena navzájem našli a aby slavili sedmidenní slavnost lásky pro bohyni Ištar. Po devíti měsících poté žena porodila.
O 1200 let později se lidé natolik rozmnožili, že svým křikem rušili Bohy. Enlil byl pobouřen a rozhodnul, aby bůh podsvětí Namtar skosil mrazivou horečkou. Přesto ale Enki varoval svého věrného kněze Atrachasíse a poradil mu, aby již více neuctíval jiné bohy, ale pouze Namtara. Namtar tím byl natolik polichocen, že přestal lidi zabíjet.

### Tabulka 2
Po 1200 letech byli lidé hlasitější a hlasitější. Jako stádo řvoucích býků se hádali mezi sebou. Když už Enlil nemohl dále spát, poslal boha počasí Adada a o 1200 let později bohyni plodnosti Nisabu, aby vysušila zemi a nechala úrodu uschnout. Přesto však Enki opět vyzradil svému knězi Atrachasísovi, co má dělat. Lidé obětovali jenom Adadovi a Nisabě a ostatní bohy nechali hladovět. Adad a Nisaba tím byli tak zahanbeni, že své činy zastavili. Enlil se rozzlobil na Enkiho a nařídil, že celé lidstvo musí podstoupit mocnou pohromu. Dodatečně nechal Enlil Enkiho přísahat před Anunnaki, že již více nebude s lidmi mluvit. Potom se bohové domluvili, že rozpoutají potopu světa.

### Tabulka 3
Enki přesto šel ke svému knězi Atrachasísovi a čekal, až tento ve své rákosové chýši ulehne ke spánku. Do stěny z rákosu vyprávěl Enki, co má Atrachasís dělat. “Odejdi ze svého domu, postav loď ve tvaru kruhu, opovrhni svým majetkem a vlastnictvím, zachraň život.” Tato loď měla být zcela vodotěsná a uzavřená shora i zdola. Atrachasís měl s sebou vzít ryby a ptáky na sedm nocí a nastavit si přesýpací hodiny na sedm dní. Atrachasís tedy opustil svůj majetek a spolu s dalšími lidmi postavil loď ve tvaru kruhu. Pozval svoje sousedy a příbuzné a uspořádal pro všechny velkou oslavu. Sám ale nemohl jíst, protože mu bylo špatně ze strachu před odplatou bohů. Když Adad shromáždil mraky, vešli lidé do lodi a utěsnili ji pomocí asfaltu. Když začaly ve všech koutech světa bouřit větry, uřízl Atrachasís lano a jako hrnec vibrovala archa na vlnách záplavy. Jak bez sebe byl Enlil ve svém hněvu; bohové však hladověli, protože lidé jim už nepřinášeli žádné oběti. Bohové bědovali nad zkázou.
Zde opět chybějí řádky, které se ale nechají doplnit z Eposu o Gilgamešovi. Poté, co archa uvízla na vrchu Nisir, vypustil Utnapištim (jméno Atrachazíze v Eposu o Gilgamešovi) postupně tři ptáky, nejprve holuba, potom vlaštovku a nakonec havrana. Havran se už zpět nevrátil, a tak Utnapištim poznal, že země je opět schůdná.
Atrachazíz vystoupil z archy a obětoval všem bohům. A protože bohové dlouho hladověli, slétli se jako mouchy k ohni před oltářem. Enlil byl stále ještě na Enkiho rozzlobený kvůli tomu, že pomohl lidem přežít. Ale Enki nalezl řešení. Ustanovil, že od teď budou lidé smrtelní a od narození budou znát utrpení a smrt, že budou dostávat neplodné a nedotknutelné ženy a tím bude regulováno rozmnožování lidí. S tím byl Enlil spokojen a s Enkiem uzavřel smír.